# Estação Pavuna
A Estação Pavuna é uma estação de metrô do Rio de Janeiro, inaugurada em 1998 durante o governo de Marcello Alencar, sendo a estação terminal da Linha 2 no sentido Zona Norte. É um ponto de integração modal para moradores da Baixada Fluminense, que de lá pegam ônibus pela Via Light, ou os trens da Supervia pelo Ramal Belford Roxo. Fica no fim da Avenida Pastor Martin Luther King Júnior.

## Operação
A linha opera no trajeto Pavuna - Botafogo todos os dias da semana. De segunda à sábado, funciona das 05h até 00h. Já nos fins de semana e feriados, das 07h às 23h.
Quando há manutenção preventiva na via, opera no trecho Pavuna - Estácio.
Durante eventos especiais, como o Carnaval e Ano Novo, e também em alguns fins de semana e feriados, a linha opera no trajeto Pavuna - General Osório / Ipanema.

## Plataformas
Plataforma lateral direita: Desembarque

Plataforma central direita: Embarque Linha 2 (Botafogo), até às 09 horas da manhã

Plataforma central esquerda: Embarque Linha 2 (Botafogo)

Plataforma lateral esquerda: Desembarque e embarque para deficientes e idosos (até às 10 horas da manhã)

## Acessos
A estação possui 3 acessos:  
- Acesso A - Trens da SuperVia: Aberto de segunda à sábado das 05h às 00h e domingos e feriados das 07h às 23h.
- Acesso B - Mercúrio: Aberto de segunda à domingo das 05h às 14h30.
- Acesso C - Catão: Aberto de segunda à sábado das 05h às 00h e domingos das 07h às 23h. (Acesso apenas de saída)